# Ceanothus lanuginosus
Ceanothus lanuginosus là một loài thực vật có hoa trong họ Táo. Loài này được (M.E.Jones) Rose mô tả khoa học đầu tiên năm 1909.